# سد خشم الجبرا
سد خشم الجبرا (به عربی: سد خشم القربة) یک سد و نیروگاه برقابی در سودان است که در خشم القربه واقع شده‌است.